# Orthetrum kristenseni
Orthetrum kristenseni är en trollsländeart som beskrevs av Friedrich Ris 1911. Orthetrum kristenseni ingår i släktet Orthetrum och familjen segeltrollsländor. IUCN kategoriserar arten globalt som livskraftig. Inga underarter finns listade i Catalogue of Life.